# Categoría gramatical
Categoría gramatical (parte de la oración, categoría morfosintáctica o clase de palabra) es una antigua clasificación de las palabras según su tipo.
Modernamente el término «categoría gramatical» se refiere a una variable lingüística que puede tomar diferentes valores que condicionan la forma morfológica concreta de una palabra.

## Categorías en la gramática tradicional
Las categorías que reconoce y la clasificación que propone la gramática tradicional se basan sobre todo en la morfología, aunque también tienen relevancia para la sintaxis.
En el mundo de habla castellana, la gramática tradicional distingue nueve partes de la oración:
1. Sustantivo (o nombre)
2. Adjetivo
3. Artículo
4. Pronombre
5. Verbo
6. Adverbio
7. Interjección
8. Preposición
9. Conjunción

Las cinco primeras (sustantivo, adjetivo, artículo, pronombre y verbo) son las llamadas partes variables de la oración, pues pueden presentar varias formas; y las otras cuatro (adverbio, preposición, conjunción e interjección) son las partes invariables, porque solo presentan una forma.
Por ejemplo, en castellano, el sustantivo o el adjetivo pueden variar en género y número sin dejar de ser la misma palabra, y el verbo, que es la categoría más variable, puede presentarse en cualquiera de las formas de su conjugación, variando en número, persona, tiempo, modo, voz y aspecto. Esta variación de formas mediante la adición de morfemas se denomina flexión, y es propia de las lenguas flexivas.
Por otra parte, palabras invariables como los adverbios así o después, o como las preposiciones en, a o de, como la conjunción pero o como la interjección ¡ea! solo presentan una forma que carece de variantes relevantes (tanto da, por ejemplo, decir quizá como quizás; y las variantes y/e, o/u son meramente eufónicas).
Esta clasificación de la gramática tradicional no es perfectamente aplicable a todas las lenguas, especialmente a las lenguas no flexivas (lenguas aislantes como el chino mandarín), o a muchas lenguas amerindias, ya sea por carecer de flexión, por carecer de preposiciones, porque verbos y adjetivos forman una clase única, etcétera.

### Clasificaciones
En gramática generativa, las categorías gramaticales se dividen en dos grandes clases:
- Categorías léxicas. Incluyen las clases de palabras que pueden ser seguidas por un complemento con significado nocional y que pueden ser precedidas de otro elemento que las especifique o las modifique gramaticalmente:
  - Verbo. Posee los rasgos [+V] (predicativo) y [-N] (no-denominativo). Selecciona complementos verbales y es especificado gramaticalmente por elementos como la negación y los verbos auxiliares. Forma Sintagmas Verbales.
  - Sustantivo. Posee los rasgos [-V] (no-predicativo) y [+N] (denominativo). Puede seleccionar complementos del nombre y ser especificado gramaticalmente por determinantes y cuantificadores. Forma Sintagmas Nominales
  - Adjetivo. Posee los rasgos [+V] y [+N]. Admite complementos del adjetivo y especificadores gramaticales de 'grado'. Forma Sintagmas Adjetivos o Adjetivales
  - Preposición. Caracterizada como [-N] y [-V]. Selecciona obligatoriamente un complemento (el elemento conocido por la tradición gramatical como 'término de la preposición'). Es raro que lleve especificadores de carácter gramatical, pero sí se dan algunos casos: suelen ser especificadores de grado o la negación, como en Juan es [muy de su pueblo]; no tan hacia abajo. Forma Sintagmas Preposicionales
  - Adverbio. Categoría con problemas de adscripción de acuerdo con los parámetros [+/-N] y [+/-V]. Hay propuestas que lo asimilan a la preposición con la diferencia de que carecería de un complemento obligado. Actualmente, no hay unanimidad. Admite complementos del adverbio y especificadores gramaticales de 'grado'. Forma Sintagmas Adverbiales.

- Categorías funcionales. Incluyen las palabras que no pueden ser modificadas y que forman parte de una clase cerrada (o sea, que no es habitual aumentar su número por creación léxica):
  - Determinante
  - Cuantificador
  - Auxiliar
  - Conjunción
  - Complementador
  - Negación
  - Otros. Los estudios modernos de teoría lingüística han propuesto otras muchas categorías funcionales, cuyo inventario y caracterización no es aceptado de manera unánime.

Las categorías léxicas poseen contenido o significado nocional, del mundo extralingüístico: en este sentido, enlazan con las categorías mayores, de acuerdo a la clasificación de las clases de palabras por la naturaleza de su significado. Las categorías funcionales poseen significado gramatical, es por ello que se las llame categorías menores.
Por otro lado, las categorías léxicas mantienen importantes paralelismos con las clases abiertas de palabras, en tanto que los nombres, adjetivos y verbos se ajustan a patrones de productividad léxica. Como se ha dicho arriba, y aunque no puede postularse una total identificación, las categorías funcionales enlazan con las clases cerradas de palabras. 
Esto se podrá entender mejor con el siguiente ejemplo. Nótese que es posible crear nuevos verbos o nombres (alguien puede inventar, si no se ha hecho ya, por ejemplo, wikipedizar o wikiadicto, y estas voces ser entendidas por los hablantes de español y, además, pueden acabarse extendiendo en el idioma), pero ningún hablante puede inventar o innovar "nuevo pronombre" o una "nueva preposición", al tratarse de categorías cerradas, y solo los procesos de gramaticalización pueden dar lugar a nuevos pronombres o preposiciones.

## Categorías en la gramática moderna
En teoría lingüística moderna, el término categoría gramatical incluye muchos más aspectos que el término tradicional, que en general solo se refiere a clases semánticas de palabras. En términos generales una categoría gramatical es una variable morfológica que puede tomar diversos valores para una clase de palabras a la que se aplica, por ejemplo, la clase de los verbos presentan variaciones o realizaciones diferentes según su tiempo, modo, persona, etc., y cada una de estas variables puede tomar diferentes valores, por ejemplo en español la variable "tiempo" puede tomar los valores de pasado, presente o futuro. Normalmente las categorías gramaticales están sujetas a restricciones de concordancia gramatical. Algunas de las categorías gramaticales más frecuentes entre las lenguas de mundo son:
- En los elementos predicativos (verbos):
  - Aspecto gramatical
  - Modo gramatical
  - Tiempo gramatical
  - Voz gramatical
  - Valencia (intransitividad, transitividad, ditransitividad).
  - Animacidad
  - Evidencialidad
  - Intencionalidad (control)

- En los elementos designativos (nombre, adjetivo):
  - Caso gramatical
  - Género gramatical
  - Número gramatical
  - Definición gramatical
  - Deixis

- En elementos designativos y predicativos:
  - Género gramatical (en las lenguas semíticas).
  - Número gramatical
  - Animacidad